# 富山県立魚津高等学校
富山県立魚津高等学校（とやまけんりつ うおづこうとうがっこう、英: Toyama Prefectural Uozu High School）は、富山県魚津市吉島にある公立の高等学校。男女共学校。通称は「魚高」。

## 概要

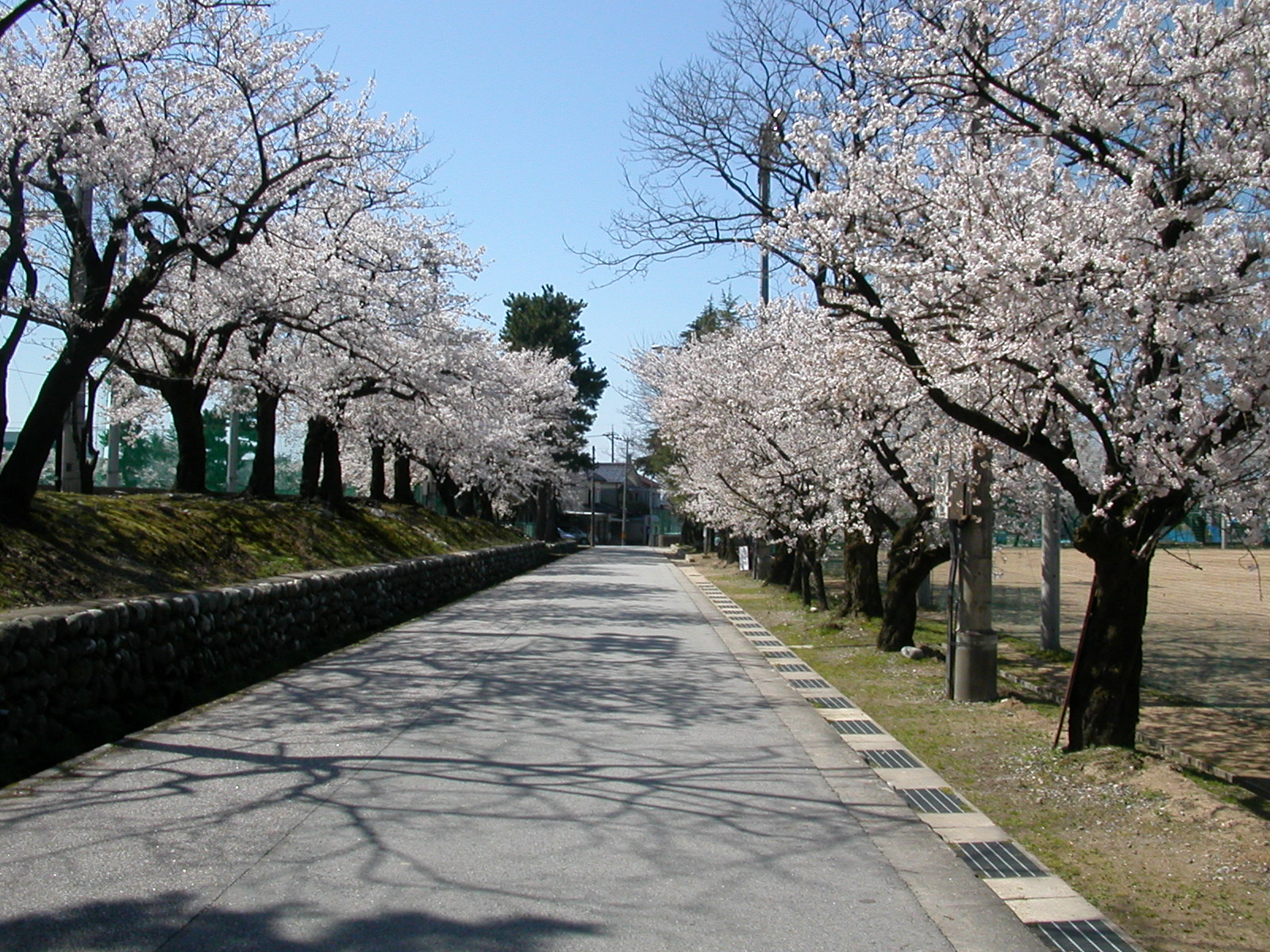
グラウンド北側の桜並木

校訓は『明るい協力、撓まぬ勉強』（1951年〔昭和26年〕11月制定）
一時期、富山県立魚津工業高等学校や富山県立新川女子高等学校の仮校舎としても使用されていた。
かつては定時制も設置されていたが、富山県立新川みどり野高等学校開校後は廃止となった。また、1948年4月 - 、1949年から1965年までは商業科も設置されていた。
現校舎の正面玄関に向かって左側の外壁の一面に刻まれている線刻模様は富山県の木タテヤマスギをイメージしたものである
隣には、魚津市立東部中学校がある。

## 沿革

### 前身学校
魚津中學校
- 1898年（明治31年）12月 - 富山県会で、「県立魚津中学校」設立を認可[3]。
- 1899年（明治32年）4月1日 - 第三中學校として開校（仮校舎は旧町役場など）。同年5月1日に開校式を挙行[4]。第一は富山、第二は高岡であった。
- 1900年（明治33年）4月 - 仮校舎の隣地にあった倉庫を第一学年の教場とする。また、新旧両校舎の間200坪を借りて運動場とする[5]。
- 1901年（明治34年）
  - 4月 - 付近民家を借りて運動場とする[5]。
  - 10月 - 告示第159号により魚津中學校に改称[5]。
- 1903年（明治36年）4月 - 告示第五十九号により下新川郡加積村・道下村に新校舎完成[5]。
- 1911年（明治44年）8月 - 講堂完成[6]。
- 1913年（大正2年）- 御真影安置所（奉安殿）設置（富山県内では初めて）[7]。
- 1931年（昭和6年）7月 - 運動場拡張、スタンド構築[8]。
- 1937年（昭和12年）
  - 1月 - 旧講堂兼雨天体操場を武道場（当時富山県下随一）とそて移転新築[9]。
  - 5月25日 - 講堂（204坪、約674m2、一部2階建て、鉄筋コンクリート造）完成[9]（この講堂は1955年10月と1987年12月25日[10]に改修され、現在も使用されている。鉄筋コンクリート造りの学校建築物としては県内最古[11]）。
- 1946年（昭和21年）2月5日 - 校舎全焼（1度目）[12]。

かつて遠距離通学者のための寄宿舎が1907年（明治40年）1月より存在していたが、北陸線開通後は宿泊する生徒が減少。1930年5月に廃止され、跡地がグラウンドになった。また、寄宿舎の建物の一部は1928年10月に上市農学校（現・富山県立上市高等学校）へ移管された。
町立富山縣魚津實業學校
- 1929年（昭和4年）
  - 3月26日 - 魚津町立魚津實業補習學校が設立[14]。
  - 4月 - 魚津町立魚津實業補習學校が開校。同月、魚津町立魚津實業青年學校に改称。
- 1936年（昭和11年）4月1日 - 町立富山縣魚津實業學校に改称（修業年限3年、定員150人）[15]。魚津尋常高等小學校に仮校舎を置く。
- 1939年（昭和14年）9月 - 大町の佛教幼稚園跡の校舎に移転[15]。
- 1943年（昭和18年）4月 - 修業年限4年、生徒定員200名の甲種実業学校に昇格[16]。
- 1944年（昭和19年）4月 - 町立富山縣魚津工業學校に改組（工業化学科）[17]。
- 1946年（昭和21年）3月 - 町立冨山縣魚津工業学校を廃止し、町立富山縣魚津實業學校に改組、5年制の商業専門の甲種實業学校となる[17]。

旧實業学校校舎の一部は富山県工業試験場魚津分室として魚津市立大町小学校の一角に残っていたが、後に取り壊され、跡地は大町幼稚園となった。
魚津高等女學校（東部高等女學校）
- 1921年（大正10年）
  - 3月 - 魚津町立魚津実科高等女学校を廃止し、富山県立魚津高等女学校を下野方村友道に設立認可[19]。
  - 4月14日 - 第1回入学式。魚津尋常高等小學校に仮校舎を置く[19]。
- 1922年（大正11年）
  - 4月 - 寄宿舎開舎[19]。
  - 12月 - 校舎本館完成[19]。
- 1923年（大正12年）
  - 3月20日 - 新校舎の一部が竣工し移転[19]。
  - 4月17日 - 校歌並びに校章制定、開校式を挙行[19]。
- 1924年（大正13年）1月7日 - 本館工事が完了。同年度中に生徒控場および作法室、割烹室が落成した[20]。
- 1926年（大正15年）
  - 3月 - 正門竣工を以て新校舎完成[21]。
  - 4月 - 修業年限4ヶ年とし、別に修業年限1年の補習科を新設[21]。
- 1927年（昭和2年）10月 - 寄宿舎完工[19]。
- 1928年（昭和3年）
  - 10月 - [8]
  - 12月 - 奉安殿竣工[8]。
- 1930年（昭和5年）4月 - 補習科廃止[8]。
- 1931年（昭和6年）9月7日 - 魚津高等女學校にプールが完成する[22]（竣工は同年6月[8]）。当時としては完全地下水を地下約20間から汲み上げた非常に立派なプールだったので、通称、『日本一プール』とも呼ばれていた[22]。
- 1941年（昭和16年）11月26日 - 校旗を樹立[15]。
- 1948年（昭和23年）4月 - 魚津女子高等学校に改称[1]。

かつて魚津町に1913年4月に開校した魚津町立魚津實科高等女學校が存在していたが、魚津高等女學校の開校により1922年3月21日に閉校。
校舎は1949年12月の校舎完成と同時に西部中学校に譲った。
校舎の一部（職員室および体育館）は、魚津市立西部中学校改築時に丸八（魚津市内の企業）に移築され、1997年まで事務所として使用してきた。校門は、西部中学校になってからもしばらく使用していたが、後に校舎前の道路の拡幅工事のため、市内の企業に引き取られ、2006年7月3日に魚津高校前庭に移される。

### 魚津高等学校
- 1948年（昭和23年）
  - 4月 - 学制改革により、魚津實業學校を統合し、魚津高等学校となる（同時に校章を制定）[1]。
  - 9月13日 - 魚津女子高等学校（旧・魚津高等女學校）を統合。当時の学科は普通科、商業科[1]。
- 1949年（昭和24年）12月1日 - 2代目（魚津中学校時代を含めて）校舎完成。1950年（昭和25年）1月28日に落成記念式典[26]。
- 1950年（昭和25年）4月 - 電気科、家庭科設置[27]。
- 1951年（昭和26年）
  - 1月23日 - 旧武道館を電気科（1950年（昭和25年）4月1日設置）の強電実習室に改装[28]。
  - 4月 - 工業化学科設置[27]。
- 1952年（昭和27年）11月23日 - 校歌を制定[29]。
- 1953年（昭和28年）
  - 5月23日 - 第一体育館完成[30]（現在の体育館（鉄筋コンクリート造り一部鉄骨造り2階建てピロティ―方式）は1991年（平成2年）10月にプール跡に建設され、同年11月16日に竣工記念式典が行われた[31]）
  - 5月25日 - 校舎（本館など4棟）全焼（2度目）[32]。家庭科施設拡充工事中に、大工が休憩時間中に部屋を出る際にタバコの火をつけた後の燃え残りのマッチの軸木をカンナくずの中に捨てたのが原因であった[33]。
- 1954年（昭和29年）7月 - 新校舎第一期工事竣工[32]。
- 1955年（昭和30年）
  - 1月14日 - 3代目（魚津中学校時代を含めて）校舎完成[32]。前館、後館ともに木造2階建てだが、過去の2度にわたる火災の教訓を生かして、各棟の中央は鉄筋コンクリート造とし、防火扉も設置された[34]。
  - 10月31日 - 講堂、図書館（旧記念館）改修工事竣工[29]。
- 1958年（昭和33年）8月 - 第40回全国高等学校野球選手権大会に出場、春・夏を通じ全国大会初出場ながらベスト8に進出。8月16日の準々決勝、対徳島商戦で延長18回を0-0で引き分け、翌日の再試合で惜敗（魚津対徳島商延長18回引き分け再試合）。
- 1961年（昭和36年）4月 - 機械科設置[27]。
- 1962年（昭和37年）4月 - 電気科、機械科、工業化学科を富山県立魚津工業高等学校へ移管のため、廃止[27]。
- 1963年（昭和38年）3月 - 商業科を廃止[27]。
- 1965年（昭和40年）4月 - 定時制商業科廃止[27]。
- 1967年（昭和42年）4月 - 家政科を富山県立新川女子高等学校（現・富山県立新川みどり野高等学校）へ移管のため、廃止[27]。
- 1968年（昭和43年）1月2日 - 記念図書館（鉄筋コンクリート造り3階建てピロティ―方式）完成。当時は視聴覚室の内部の設備が全てAVCC方式を導入していたため、日本海側随一の設備と言われていた[35]。
- 1969年（昭和44年）4月 - 理数科1学級設置。普通科が1学級減少し4学級となる[36]。
- 1972年（昭和47年）4月 - 普通科が1学級増加し、5学級となる[36]。
- 1975年（昭和50年）12月 - 第二体育館、格技室完成[37]。
- 1977年（昭和52年）2月 - 校旗樹立[37]。
- 1978年（昭和53年）12月 - 新校舎建設第1期工事着工[37]。
- 1979年（昭和54年）11月 - 4代目（魚津中学校時代を含めて）にあたる現校舎一期工事完成[38]。
- 1980年（昭和55年）11月 - 新校舎建設第二期工事着工[38]。
- 1981年（昭和56年）10月 - 現校舎の全工事完了[38]。
- 1987年（昭和62年）4月 - 普通科が1学級増加し、6学級となる[36]。
- 1988年（昭和63年）1月16日 - 記念館90完成[10]。
- 1995年（平成7年）4月 - 普通科が1学級減少し、5学級となる[36]。
- 1999年（平成11年）9月16日 - 開校100周年を記念して、記念館が竣工[39]。
- 2002年（平成14年）7月 - 各教室にエアコンを完備[40]。
- 2003年（平成15年）12月 - 防球ネットを設置[41]。
- 2004年（平成16年）3月6日 - 定時制課程終了記念式典[42]。
- 2005年（平成17年）8月 - 第一体育館ピロティを整備[41]。
- 2006年（平成18年）10月 - 本館教室棟外壁工事（第1期）[43]。
- 2008年（平成20年）11月 - 本館教室棟外壁工事（第2期）[43]。
- 2009年（平成21年）3月 - 第二体育館耐震補強工事[43]。
- 2017年（平成29年）6月28日 - 講堂が国の登録有形文化財に登録される[11][44]。

学校史関連
- 1978年3月10日 - 『魚高八十年史』を発行。
- 1999年8月31日 - 『魚津高校百年史』を発行。

## 設置学科
現在
- 普通科（開校時 - ）

過去
- 商業科（開校時 - 1961年12月に募集停止、1963年3月廃止）
- 家庭科（1950年4月 - 1967年4月に富山県立新川女子高等学校へ）
- 電気科（1950年4月 - 1962年4月に富山県立魚津工業高等学校へ）
- 工業化学科（1951年4月 - 1962年4月に富山県立魚津工業高等学校へ）
- 機械科（1961年4月 - 1962年4月に富山県立魚津工業高等学校へ）
- 理数科  (1969年4月[45]  -2011年12月に募集停止、2013年3月廃止)

## 部活動
- 運動部 - 野球、ソフトテニス（男・女）、卓球、バレーボール（男・女）、バスケットボール（男・女）、バドミントン（男・女）、ラグビー、陸上競技、ソフトボール（女）、サッカー、剣道、柔道
- 文化部 - 将棋、写真、音楽（合唱）、美術、書道、家庭、科学、吹奏楽、放送、応援（チアリーダー）、
- 同好会 - ダンス

## 校歌
- 作詞：竹内保治、作曲：福井直秋（魚津中学校）
- 作詞：松本勝太郎、作曲：福井直秋（魚津高等女学校）
- 作詞：相馬御風、作曲：乗杉嘉寿（魚津實業学校）
- 作詞：藤島宇内、作曲：團伊玖磨（魚津高等学校）

## アクセス
- あいの風とやま鉄道魚津駅・富山地方鉄道新魚津駅より徒歩15分

## 出身者
- 朝倉豊次 - 黒部市教育長、海軍少将（海軍兵学校第44期）、戦艦「武蔵」艦長（３代目）
- 川原田政太郎 - 工学者
- 盛永俊太郎 - 農学者
- 宇田新太郎 - 工学者 / 八木・宇田アンテナ
- 澤田壽朗 - 政治家、滑川市長
- 高野悦子 - 映画運動家、岩波ホール総支配人、映画プロデューサー、放送作家、テレビ演出家
- 城崎勉 - 日本赤軍メンバー
- 尾谷昌則 - 言語学者
- 牧陽一 - 中国文学者
- 室井滋（1979年卒）- 女優[46]
- 前田豊子 - 学校法人洗足学園理事長
- 住栄作 - 元衆議院議員
- 上田英俊 - 衆議院議員
- 大田弘 - 熊谷組社長
- 石黒誠作 - 元プロ野球選手
- 五島道信 - 元プロ野球選手
- 村椿輝雄 - 社会人野球選手（日本鋼管）
  - 第40回夏の甲子園準々決勝での延長18回の板東英二との投げ合いが知られている。詳細は魚津対徳島商延長18回引き分け再試合を参照
- 堀田弥一 - 登山家で日本で初のヒマラヤ登山隊隊長
- 森田慶次（蝉丸） - 舞踏家（山海塾創設メンバー）
- 舛方勝宏 - 日本テレビ
- 沢樹舞 - ラジオパーソナリティ
- 中尾哲雄 - インテック最高顧問
- 吉本麻希子 - FMとやまラジオパーソナリティ
- 牧野ステテコ - お笑い芸人
- 米陀京子 - 陸上選手